# Our Only Chance
Our Only Chance (Originaltitel: La última) ist eine spanische Miniserie, die von Jordi Calafí, Joaquín Oristrell und Anaïs Schaaff erdacht wurde. In Spanien fand die Premiere der fünfteiligen Miniserie am 2. Dezember 2022 als Original durch Disney+ via Star statt. Im deutschsprachigen Raum erfolgte die Erstveröffentlichung der Serie am selben Tag durch Disney+ via Star.

## Handlung
Candela, eine junge Frau, versucht ihren Traum, eine erfolgreiche Sängerin zu werden, wahr werden zu lassen. Auf ihren Social-Media-Kanälen begeistert sie bereits Tausende von Followern mit ihren Kompositionen, aber das reicht noch nicht, um allein von der Musik leben zu können und sich ganz ihr zu widmen. Deshalb arbeitet sie nebenbei in einem Logistikunternehmen, während sie voller Tatendrang dabei ist, ihren Traum zu verwirklichen. Noch ahnt sie nicht, dass ihr Leben durch zwei wichtige Begegnungen schon bald eine große Wendung nehmen wird. Als Candela eines Abends in einer Bar singt, wird Fede Ariza, ein einflussreicher Musikproduzent, auf sie aufmerksam. Am selben Abend begegnet Candela zufälligerweise Diego, einem alten Klassenkameraden, den sie schon lange nicht mehr gesehen hat und der als Profiboxer sein Geld verdienen will. Da seine Profikarriere noch in den Anfängen steckt und er seinen Lebensunterhalt bestreiten muss, unterrichtet er Kinder und nimmt gelegentlich an illegalen Kämpfen teil. Seit ihrer Schulzeit hat sich im Leben der beiden viel getan. Als sie sich nach all dieser Zeit wiedersehen, werden sie zunächst gute Freunde. Doch bald entwickelt sich daraus eine romantische Beziehung, die viele Hürden zu überwinden hat. Beide halten an ihren Träumen fest und stehen vor unterschiedlichen Herausforderungen.

## Besetzung und Synchronisation
Die deutschsprachige Synchronisation entstand nach den Dialogbüchern von Farouk El-Khalili, Lukas Elstermann, Andrea Pichlmaier, Christa Speidel und Thomas Rock sowie unter der Dialogregie von Michael Bauer und Marina Müller durch die Synchronfirma Lavendelfilm in Potsdam.
| Rolle           | Schauspieler         | Synchronsprecher  |
| --------------- | -------------------- | ----------------- |
| Candela         | Aitana Ocaña         | Jill Böttcher     |
| Diego           | Miguel Bernardeau    | Tobias Diakow     |
| Madison         | Luis Zahera          | Matthias Klages   |
| Federico „Fede“ | Aitor Luna           | Sebastian Schulz  |
| Mancho          | Jorge Perugorría     | Michael Bauer     |
| Álex            | David Castillo       | Dennis Sandmann   |
| Arturo          | Óscar de la Fuente   | Sven Fechner      |
| Christian       | Jorge Motos          | Nicolas Rathod    |
| Marta           | Sandra Cervera       | Heike Beeck       |
| Inés            | Carla Domínguez      | Betty Förster     |
| Pilar           | Esther Ortega        | Claudia Kleiber   |
| Vero            | Jelen Garcia         | Lena Schmidtke    |
| Diana           | Carmela Martins      | Christina Wöllner |
| Maika           | Claudia Roset        | Jenny Löffler     |
| Iván            | Iván Sparring        | Marco Wittorf     |
| Niko            | Michael John Treanor | Jörg Pintsch      |
| Annike          | Ana Loig             | Maria Sumner      |

## Episodenliste
| Nr. | Deutscher Titel           | Originaltitel       | Erstveröffentlichung (Spanien) | Deutschsprachige Erstveröffentlichung (D/A/CH) | Regie           | Drehbuch                                                    |
| --- | ------------------------- | ------------------- | ------------------------------ | ---------------------------------------------- | --------------- | ----------------------------------------------------------- |
| 1   | Ein Lied an das Schicksal | Un canto al destino | 2. Dez. 2022                   | 2. Dez. 2022                                   | Eduard Cortés   | Jordi Calafí, Joaquín Oristrell & Anaïs Schaaff             |
| 2   | Ich will!                 | Quiero              | 2. Dez. 2022                   | 2. Dez. 2022                                   | Eduard Cortés   | Jordi Calafí & Joaquín Oristrell                            |
| 3   | Der letzte Film           | La última película  | 2. Dez. 2022                   | 2. Dez. 2022                                   | Abigail Schaaff | Jordi Calafí, Joaquín Oristrell, Anaïs Schaaff & Júlia Puig |
| 4   | Gebrochene Herzen         | Corazones rotos     | 2. Dez. 2022                   | 2. Dez. 2022                                   | Eduard Cortés   | Jordi Calafí, Joaquín Oristrell & Anaïs Schaaff             |
| 5   | Meine Oase                | Mi oasis            | 2. Dez. 2022                   | 2. Dez. 2022                                   | Abigail Schaaff | Joaquín Oristrell & Anaïs Schaaff                           |